# カラン・ダッシュ

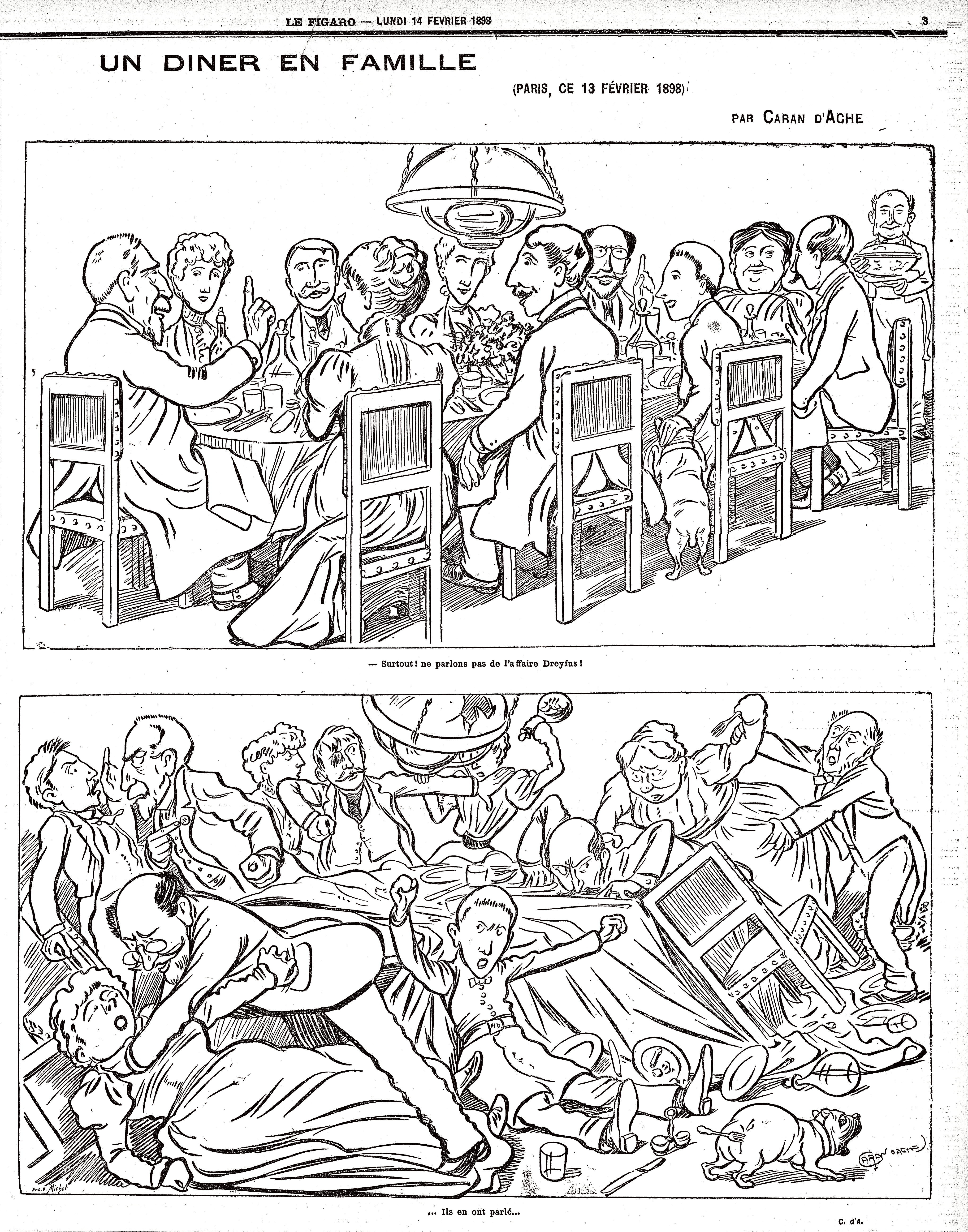
ドレフィス事件を議論する家族の夕食

カラン・ダッシュ（フランス語: Caran d'Ache）本名エマニュエル・ポアレ（フランス語: Emmanuel Poiré, 1858年11月6日 - 1909年2月25日）はロシア生まれの、フランスの漫画家、風刺画家である。

## 略歴
モスクワで生まれた。祖父が1812年にナポレオンのロシア遠征に将校として参加した際に、負傷したためそのままロシアに留まったという家系の出身である。1877年に父親が亡くなった後フランスに移り、フランス市民権を得るために、5年間、軍務についた。軍の雑誌「 La Vie militaire」にドイツ軍を揶揄する風刺画などを掲載した。
ロシア語で「鉛筆」を意味する「karandasch(карандаш:語源はトルコ語の黒い石 kara-taschに由来する」からカラン・ダッシュ(Caran d'Ache)をペンネームとして活動した。
1880年にアルベール・ロビダが編集する週刊新聞「La Caricature（ラ・カリカテュール）」に初めて風刺画を発表した。
1899年に新聞「フィガロ」に発表した夕食をする上品な家族がドレフュス事件の話題が出るとつかみ合いの議論になる様を描いた風刺画が有名である。
1898年に仲間の画家のジャン＝ルイ・フォランとともに、反ドレフュスの週刊の風刺雑誌「Psst… ! 」の創刊者の一人になった。この雑誌は85号まで出版され、二人の社会風刺や反ユダヤ主義の風刺画が掲載された。
1909年、パリで死去。
スイス最大の筆記具メーカーカランダッシュの社名はこの画家に因んでいる。

## 作品

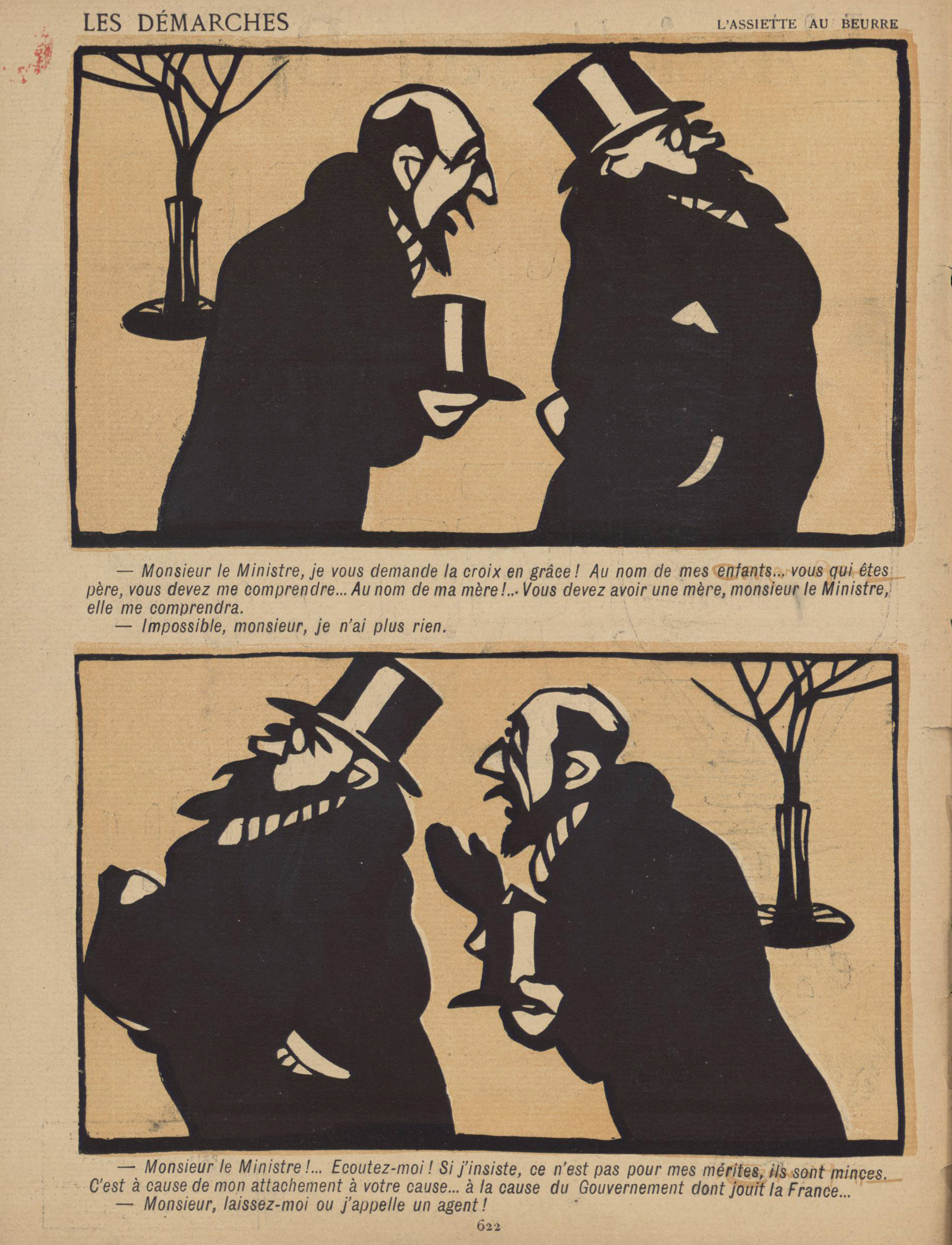
Les Démarches、「ラシエット・オ・ブール」の挿絵
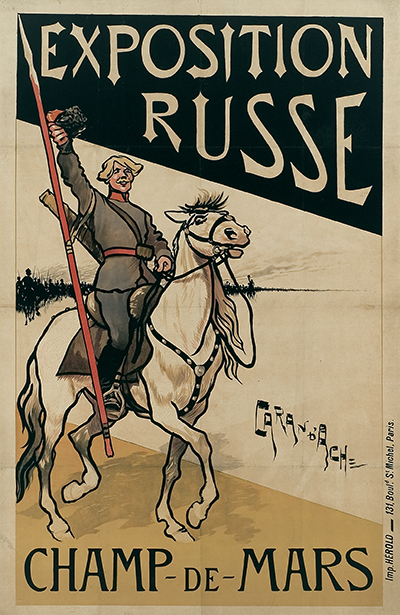
ポスター(1895)
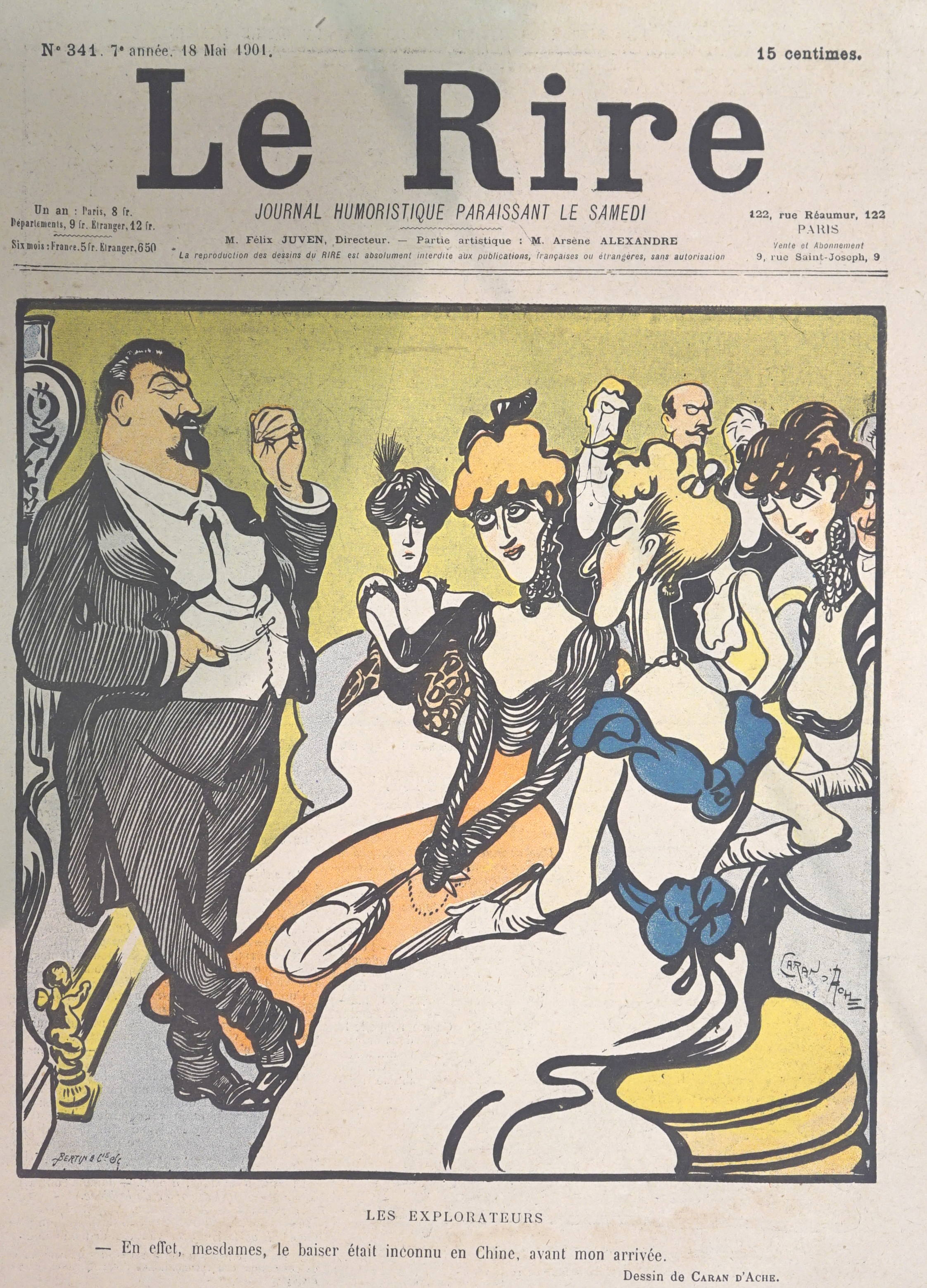
雑誌「Le Rire」の表紙絵